# Anneli Cahn Lax
Anneli Cahn Lax (Katowice, 23 de fevereiro de 1922 – Nova Iorque, 24 de setembro de 1999) foi uma matemática estadunidense. Foi casada com o matemático Peter Lax.

## Biografia
Anneli Cahn frequentou a escola em Berlim, mas, por ser judia, ela e sua família fugiram do regime nazista em 1935 e se estabeleceram em Nova Iorque. Obteve em 1942 um bacharelado em matemática na Universidade Adelphi em Long Island, Nova Iorque, e em 1955 um PhD na Universidade de Nova Iorque com a tese Cauchy's Problem for a Partial Differential Equation with Real Multiple Characteristics, orientada por Richard Courant.
Em 1948 Anneli Cahn casou com seu segundo marido, o matemático Peter Lax. Foi professora de matemática da Universidade de Nova Iorque da New Mathematical Library Series da Mathematical Association of America (MAA). Em 1977 recebeu o Prêmio George Pólya da MAA. Em 1998 foi diagnosticada com câncer, em consequência de que morreu em 1999.